# Nicolaus Petraeus

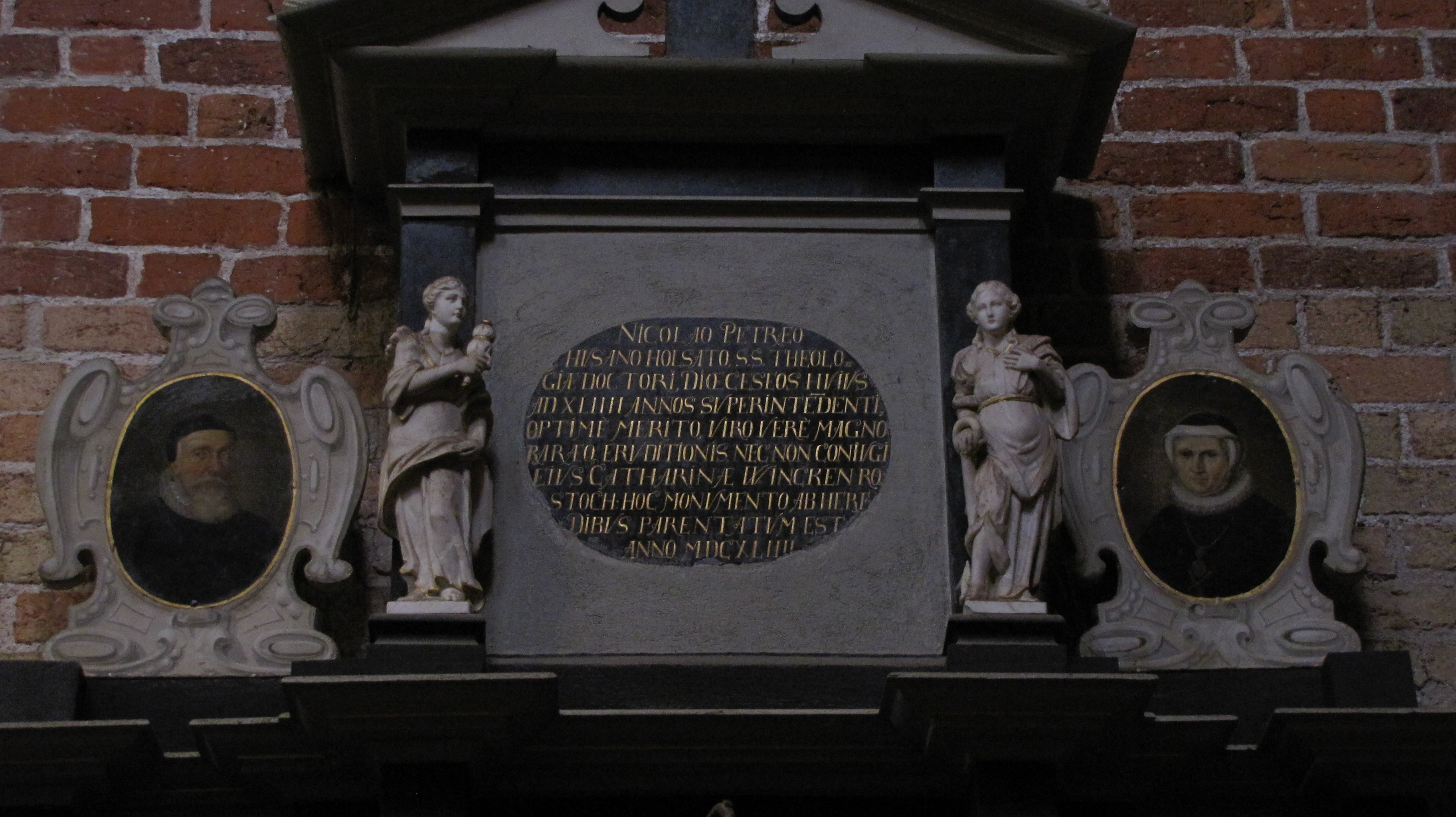
Nicolaus Peträus und seine Frau Katharina, Detail aus seinem Epitaph im Ratzeburger Dom

Nicolaus Petraeus, auch: Peträus, latinisiert aus ursprünglich Petersen (* 10. September 1569 in Husum; † 5. Januar 1641 in Ratzeburg) war ein deutscher lutherischer Theologe und Superintendent des Hochstifts Ratzeburg.

## Leben und Werk
Petraeus stammte aus einer wohlhabenden Husumer Familie und wurde zunächst privat erzogen. Als Jugendlicher ging er zu Lehrern nach Magdeburg, Walkenried, Ilfeld und Braunschweig. Er studierte an den Universitäten Rostock, Helmstedt, Leipzig und Jena, wo er 1591 den Grad eines Magisters erwarb. 1597 wurde er nach einem Examen in Rostock vom Domkapitel in Ratzeburg zum Superintendenten berufen und im November durch Lucas Bacmeister in Rostock ordiniert. Zu Palmarum 1598 kam er nach Ratzeburg und hielt am Gründonnerstag seine Antrittspredigt im Ratzeburger Dom. Im Jahre 1600 wurde er von der Theologischen Fakultät der Universität Rostock zum Doktor der Theologie promoviert.
Petraeus gilt als der bedeutendste der Stiftssuperintendenten. Die Zeit seiner 43 Jahre als Superintendent war eine der schwierigsten im Bistum, zunächst geprägt von Konflikten zwischen dem Administrator Herzog Karl I. von Mecklenburg und dem vom Kapitel gegen seinen Willen gewählten Koadjutor August von Braunschweig-Lüneburg, dann zwischen diesem und Herzog Johann Albrecht II. von Mecklenburg um die Nachfolge Karls und schließlich von den Auswirkungen des Dreißigjährigen Krieges.
Er fand die kirchlichen Zustände durch seinen Vorgänger Conrad Schlüsselburg zerrüttet vor und überließ sie geordnet seinem Nachfolger Hector Mithobius. Grundlage der kirchlichen Verhältnisse war die mecklenburgische Kirchenordnung; eine von Peträus entworfene eigene Ratzeburgische Kirchenordnung erhielt nicht die Bestätigung des Administrators. 1599 und 1620 führte Peträus umfangreiche Visitationen durch. Er ordnete die Vermögensverhältnisse der Gemeinden und regelte die Versorgung der Pastoren und erstmals auch der Pfarrwitwen. Zur Durchsetzung kirchlicher Disziplin und gegen Zaubern, Wicken, Böten und Krystallsehen erließ er Generalia oder gemeine Dekrete. 1622 wurde Peträus zum Beisitzer des Konsistoriums als geistlichem Gericht für das Hochstift ernannt.
Seit dem 7. April 1593 war er mit Katharina Wienken (auch Wincken) aus Rostock verheiratet. Das kinderlose Ehepaar hinterließ sein beträchtliches Vermögen einem Stipendienfonds sowie einer Stiftung zum Besten der Kirche und der Kirchendiener, die daraus bis ins 20. Jahrhundert Zahlungen erhielten. Im Ratzeburger Dom, dessen frühbarocke Ausstattung mit einem neuen Altar (1629) und Epitaphien er wesentlich mitverantwortete, erhielt er 1644 ein von Gebhard Jürgen Titge geschaffenes Epitaph, das heute an der Westwand des nördlichen Querschiffes hängt. Porträts des Ehepaars hingen in der Dompropstei. 1620 stiftete er aus Mitteln seiner Husumer Brüder vermöge ihres für Jahren gethanen gelubts eine Empore für die Dorfkirche Herrnburg.
Von seiner Hand hat sich die Abschrift einer wichtigen Chronik erhalten, der (bis 1574 fortgesetzten) Lista episcoporum eccl. Raceburgensis et eorum facta (heute im Landeshauptarchiv Schwerin).

## Werke
- Narratio de fundatione Eccl. cathedral. Raceburg. Rostock 1600 (Dissertation)